# Antitápanyag

A fitinsav (a képen deprotonált fitát anion) egy antitápanyag, amely megzavarja a táplálékból származó ásványi anyagok felszívódását.

Az antitápanyagok természetes vagy szintetikus vegyületek, amelyek akadályozzák a tápanyagok felszívódását. A táplálkozási tanulmányok az élelmiszerekben és italokban gyakran előforduló antitápanyagokra összpontosítanak. Az antitápanyagok megjelenhetnek gyógyszerek, élelmiszerekben természetesen előforduló vegyszerek, fehérjék vagy maguk a tápanyagok túlzott fogyasztása formájában. Az antitápanyagok a vitaminokhoz és ásványi anyagokhoz való kötődésük révén hatnak, gátolhatják azok felvételét vagy gátolhatják az enzimek működését.
A történelem során az emberek azért termesztettek növényeket, hogy csökkentsék az antitápanyagok mennyiségét, és olyan főzési folyamatokat fejlesztettek ki, amelyek eltávolították azokat a nyers élelmiszerekből és növelték a tápanyagok biológiai hozzáférhetőségét, különösen az olyan alapvető élelmiszerekben, mint a manióka.

## Módszerek

### Ásványianyag-felvétel gátlása
A fitinsav erősen kötődik az ásványi anyagokhoz, például a kalciumhoz, a magnéziumhoz, a vashoz, a rézhez és a cinkhez. Ez csapadékképződést okoz, ami az ásványi anyagokat hozzáférhetetlenné teszi a belekben. 
A fitinsavak gyakoriak a mogyorófélék héjaiban, a magokban és a gabonában, szerepük fontos a földművelésben, az állatok etetésében és az eutrofizációban az ásványi anyagok kelátképzése és a környezetbe kerülő kötött foszfátok miatt. A fitát- és tápanyagmennyiséget csökkentő malomhasználat nélkül a fitátok mennyiségét hisztidin-savfoszfát hozzáadásával csökkentik.
Az oxálsav és az oxalátok számos növényben vannak jelentős mértékben jelen, különösen a rebarbarában, a teanövényekben, a spenótban stb. Ezek a kalciumhoz kötődnek, megakadályozva felszívódását.
A glükozinolátok a jódfelvételt akadályozzák, a pajzsmirigyfunkciót módosítva, így goitrogének. Többek közt a brokkoli, a káposzta, a mustárnövény, a retek és a karfiol tartalmazza.

### Enzimgátlás
A proteázgátlók akadályozzák a bélben lévő proteázok, például a tripszin vagy a pepszin működését, akadályozva a fehérjék lebontását és felszívását. Például Bowman–Birk-tripszininhibitor van a szójababban. Egyes tripszininhibitorok és lektinek megtalálhatók a hüvelyesekben, és az emésztést befolyásolják.

### Egyéb
A szükséges tápanyagok túlzott bevitele is antitápanyagokhoz hasonló hatást válthat ki. Például a sok rost addig csökkentheti a bélrendszeren való áthaladási időt, hogy más tápanyagok már nem vehetők fel. Azonban ezt gyakran nem a rostoknak, hanem a rostot tartalmazó ételekben lévő fitinsavaknak tulajdonítják. A magas vastartalmú ételek magas kalciumtartalmúakkal együtt csökkenthetik a vasfelvételt a hDMT1 vastranszportfehérjét tartalmazó mechanizmussal, melyet a kalcium gátol.
Az avidin nyers tojásfehérjében aktív formában található antitápanyag. Erősen kötődik a biotinhoz, és biotinhiányt okozhat állatokban és szélsőséges esetekben emberben.